# Antoni Matejkiewicz
Antoni Matejkiewicz (ur. 1 stycznia 1886 w Pogorzanach, zm. 17 listopada 1970 tamże) – polski duchowny, działacz oświatowy, dziekan Wojska Polskiego.

## Życiorys
Urodził się jako najstarszy z dziesięciorga dzieci Andrzeja Matejkiewicza i Ludwiki z d. Śliwa. W latach 1892–1897 uczęszczał do czteroklasowej szkoły ludowej w Szczyrzycu. Dalszą naukę, w latach 1897–1905, pobierał w Gimnazjum św. Jacka w Krakowie, w którym w 1905 złożył egzamin dojrzałości. W 1905 wstąpił do Archidiecezjalnego Seminarium Duchownego we Lwowie, które ukończył i w 1909 uzyskał święcenia kapłańskie. W latach 1909–1913 był wikariuszem i katechetą w parafii Horodenka, w archidiecezji lwowskiej. Następnie pełnił obowiązki proboszcza parafii w Zadwórzu k. Lwowa. W 1914 został powołany jako kapelan do armii austro-węgierskiej; do 1917 pełnił służbę przy Szpitalu Wojskowym nr II w Stanisławowie, a następnie przy komendzie powiatowej w Miechowie i przy Szpitalu Epidemiologicznym w Kielcach. W 1916 został odznaczony Krzyżem Zasługi dla Duchownych Wojskowych. 1 listopada 1918 ks. Matejkiewicz wystąpił z armii austro-węgierskiej i wstąpił do Wojska Polskiego.
Od 1 listopada do 20 lutego 1919 odbywał służbę w randze starszego kapelana garnizonu kieleckiego (odpowiednik majora), a od 1921 – jako szef duszpasterstwa przy Dowództwie Okręgu Generalnego „Kielce” w Kielcach (później przemianowany na Dowództwo Okręgu Korpusu Nr X w Przemyślu). 3 maja 1922 został zweryfikowany w stopniu dziekana ze starszeństwem z dniem 1 czerwca 1919 i 9. lokatą w duchowieństwie wojskowym wyznania katolickiego. 
Od 1923 pełnił służbę na stanowisku szefa duszpasterstwa wyznania rzymskokatolickiego w Dowództwie Okręgu Korpusu Nr IX w Brześciu. Z dniem 15 grudnia 1929 roku został przeniesiony do Dowództwa Okręgu Korpusu Nr VI we Lwowie na stanowisko dziekana katolickiego. Był projektodawcą odbudowy Kościoła Garnizonowego w Brześciu oraz był zaangażowany w przebudowę kościoła Klarysek we Lwowie. Do historii przeszedł jako jeden z pionierów spółdzielczości wojskowej. Na stanowisku szefa duszpasterstwa Okręgu Korpusu Nr VI pozostał do 1939.
W czasie kampanii wrześniowej 1939 roku pozostał we Lwowie i wziął udział w obronie miasta. Następnie zamieszkał z siostrą w Pogorzanach (jej mąż zginął w Katyniu). Pracowała ona jako nauczycielka w Szkole Podstawowej w Szczyrzycu (którego Pogorzany były przysiółkiem). Tam ks. Matejkiewicz brał udział w tajnym nauczaniu, którego był inicjatorem i gorącym orędownikiem. Ks. Matejkiewicz stał także na czele Komitetu Budowy Szkoły w Szczyrzycu (nowy budynek został otwarty w 1948). Od powstania Związku Szczyrzyczan w 1926 ks. Matejkiewicz był także jego prezesem.
Po wojnie pozostał w Szczyrzycu, gdzie zaangażował się w założenie Prywatnego Liceum i Gimnazjum oo. Cystersów oraz organizację gimnazjalnej (następnie parafialnej) orkiestry.
Zmarł 17 listopada 1970 w Pogorzanach i został pochowany na cmentarzu parafialnym w Szczyrzycu (sektor 1-17-2).

## Ordery i odznaczenia
- Krzyż Oficerski Orderu Odrodzenia Polski – 28 kwietnia 1926 „za wybitną działalność obywatelską i kulturalno-oświatową w województwach wschodnich”[11][5]
- Złoty Krzyż Zasługi po raz pierwszy 19 marca 1937 „za zasługi na polu pracy kulturalno-oświatowej w wojsku”[12][13])
- Złoty Krzyż Zasługi po raz drugi[potrzebny przypis]
- Medal Pamiątkowy za Wojnę 1918–1921[14]
- Medal Dziesięciolecia Odzyskanej Niepodległości[14]
- Pro Ecclesia et Pontifice (Stolica Apostolska)[5]
- Krzyż Zasługi dla Duchownych Wojskowych – 1916

## Upamiętnienie
Z okazji stuletniej rocznicy urodzin, 8 czerwca 1986 przy wejściu do kościoła w Szczyrzycu została wmurowana pamiątkowa tablica ku czci ks. pułkownika Antoniego Matejkiewicza.